# Río Claro (Chile)
Río Claro ist eine Gemeinde in der Provinz Talca in der Región del Maule in Chile. Bei der Volkszählung im Jahr 2017 hatte sie 13.906 Einwohner. Die Gemeinde erstreckt sich über eine Fläche von 430,5 km².

## Geschichte
Das Gebiet der heutigen Gemeinde Río Claro gehörte ursprünglich zur Hacienda Cumpeo, die sich im Besitz von Vicente Correa Albano befand. Am 30. Mai 1899 wurde Río Claro offiziell gegründet. Im frühen 19. Jahrhundert spielte die Region eine Rolle in der chilenischen Unabhängigkeitsgeschichte: Am 4. Februar 1817 kam es in den sogenannten „Vegas de Cumpeo“ zu einem Gefecht, bei dem Ramón Freire die royalistischen Truppen besiegte. Ein bedeutender Entwicklungsschritt erfolgte 1870 mit dem Bau des 40 Kilometer langen Cumpeo-Kanals, der eine großflächige Umwandlung von Trockenland in bewässerbares Agrarland ermöglichte.

## Bevölkerung
Laut der Volkszählung des Nationalen Statistikinstituts von 2002 hatte Río Claro 12.698 Einwohner (6716 Männer und 5982 Frauen). Davon lebten 2651 (20,9 %) in städtischen Gebieten und 10.047 (79,1 %) auf dem Land. Die Bevölkerung wuchs zwischen den Volkszählungen 1992 und 2002 um 0,8 % (107 Personen). Im Jahr 2017 zählte man 13.906 Personen.